# Phoma jacquiniana
Phoma jacquiniana är en lavart som beskrevs av Cooke & Massee 1889. Phoma jacquiniana ingår i släktet Phoma, ordningen Pleosporales, klassen Dothideomycetes, divisionen sporsäcksvampar och riket svampar.   Inga underarter finns listade i Catalogue of Life.